# Góra Markowca
Góra Markowca – wzgórze (92 m n.p.m.) dominujące nad zachodnimi granicami Rumi, doliną Zagórskiej Strugi i całą Pradoliną Redy-Łeby.
Nazwa pochodzi od właściciela góry, którym był Franz Markowc, a następnie Stefan Markowc.

## Charakterystyka
Stanowi punkt widokowy na Pradolinę Kaszubską, Kępę Oksywską i Zatokę Gdańską. Przy dobrej pogodzie widać Hel. Przez wzgórze przebiega  Szlak Zagórskiej Strugi (czarny szlak pieszy). Przy suchej pogodzie i odrobinie wprawy można wjechać na szczyt rowerem górskim. Drogą polną można dojechać samochodem ok. 150 m od szczytu. Na płaskim, rzadko porośniętym drzewami szczycie znajdują się pozostałości niemieckiej baterii przeciwlotniczej z II wojny światowej. Z okresu tego zachowały się: schron stanowiska kierowania ogniem i 5 fundamentów dział oraz linie okopów.

## II wojna światowa

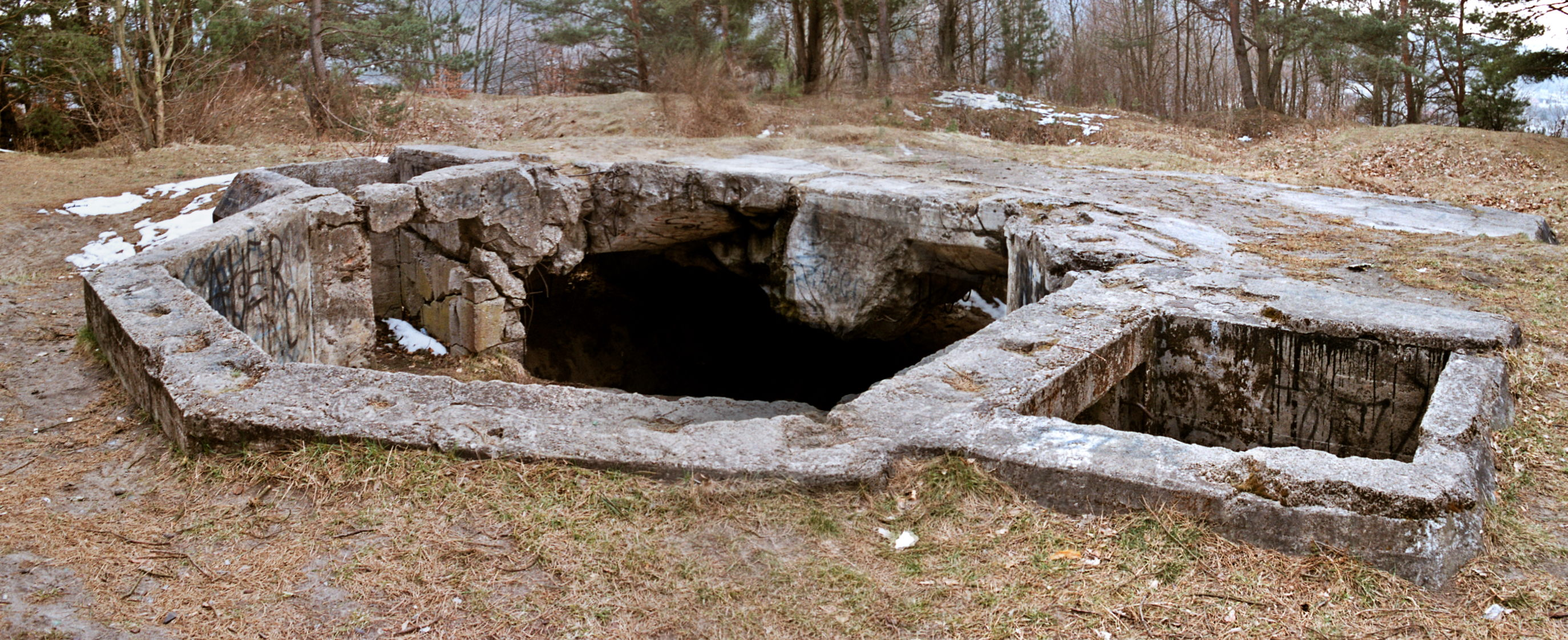
Ruiny schronu dalmierza baterii przeciwlotniczej

Wzgórze od początku wojny było przez Niemców fortyfikowane. Na szczycie umieścili baterię przeciwlotniczą obrony Gotenhafen (okupacyjna nazwa Gdyni) z 4 lub 5 działami kalibru 105 wyposażoną w żelbetowe stanowisko radaru kierowania ogniem artylerii plot typu FuMG 39 T D Würzburg (FuMG 62D) betonowe podstawy dział i ziemno-drewniane schrony. Uzupełniona była czterolufowymi zestawami dział przeciwszturmowych kalibru 20 mm, okopami obrony bezpośredniej i polami minowymi. Cała artyleria była przystosowana do strzelania ogniem na wprost do celów naziemnych. W ramach ćwiczeń strzelała do tarcz o wymiarach 3x4 m, a w 1945 niszczyła czołgi.
Od kwietnia 1944 bateria zwalczała naloty alianckie na gdyński port.
W 1945 stanowiła bardzo ważny punkt obrony Gdyni z kierunku Szmelty i Redy. Walki o nią i sąsiednie Krwawe Wzgórza trwały od 12 do 27 marca.
12 marca 1945 Armia Czerwona po łatwym zdobyciu Wejherowa i Redy rozpoczęła gwałtowny atak wzdłuż drogi i linii kolejowej Reda-Gdynia, ale po dużych stratach w czołgach i ludziach 15 marca uznała Górę Markowca za niemożliwą do zdobycia. Dalsze walki w tym rejonie prowadziła piechota 19 Armii ZSRR. Główne siły próbowały jeszcze obejść wzgórza od południowego wschodu z kierunku Łężyc, lecz utknęły w rejonie Wzgórza 163. Ostatecznie wojska radzieckie główny atak skierowały na odcinek Chwarzno - Wiczlino (Góra Donas), nocą 22 marca odcinając Gdynię od głównych sił 2 armii niemieckiej w rejonie Gdańska.
W dniach 12-15 w walkach o Rumię brała udział polska 1 Brygada Pancerna im. Bohaterów Westerplatte tracąc 12 czołgów (w tym 9 bezpowrotnie).
Rejon ten, zagrożone odcięciem wojska niemieckie opuściły 27 marca, przenosząc wszystkie jednostki z rejonu Gdyni na Kępę Oksywską.
W walkach o Rumię poległo ok. 7 tys. żołnierzy obu walczących stron.